# Las Hormazas
Las Hormazas é um município da Espanha na província de Burgos, comunidade autónoma de Castela e Leão, de área 36,7 km² com população de 125 habitantes (2007) e densidade populacional de 3,67 hab/km².

## Personalidades
- D. Gomes de Castanheda foi um nobre medieval que deteve o Senhorio desta localidade.

## Demografia
| Variação demográfica do município entre 1991 e 2004 | Variação demográfica do município entre 1991 e 2004 | Variação demográfica do município entre 1991 e 2004 | Variação demográfica do município entre 1991 e 2004 |
| --------------------------------------------------- | --------------------------------------------------- | --------------------------------------------------- | --------------------------------------------------- |
| 1991                                                | 1996                                                | 2001                                                | 2004                                                |
| 169                                                 | 156                                                 | 137                                                 | 134                                                 |